# Achilles (film)
Pour les articles homonymes, voir Achilles.
Pour plus de détails, voir Fiche technique et Distribution.
Achilles (nom anglais du héros Achille) est un court métrage d'animation britannique réalisé par Barry Purves en 1995. Animé à l'aide de marionnettes, il relate la vie d'Achille, héros de la guerre de Troie dans la mythologie grecque, en se concentrant sur sa relation amoureuse avec son compagnon d'armes Patrocle. Le film a été récompensé par plusieurs prix.

## Synopsis
Le film est accompagné par une narration en voix off ; les personnages eux-mêmes ne parlent pratiquement pas. Achille est attiré depuis longtemps par son compagnon d'armes Patrocle sans bien s'en rendre compte. Lorsque le prince troyen Pâris enlève Hélène, reine de Sparte, Achille et Patrocle se joignent à l'armée conduite par Agamemnon et Ménélas pour assiéger Troie et réclamer Hélène. Achille est le meilleur héros des Achéens. Patrocle est attiré par lui, mais Achille repousse d'abord ses avances. Tous deux incarnent Pâris et Hélène dans une représentation théâtrale relatant les événements à l'origine de la guerre ; mais au cours de la représentation, Achille se rend compte que Patrocle l'attire. 
Quelque temps après, une Troyenne, Briséis, est capturée par les Achéens. Achille et Patrocle découvrent la prisonnière cernée par des soldats bruyants. Encouragé par l'armée, Achille viole Briséis sous le regard désapprobateur de Patrocle. Mais Agamemnon survient et repousse Achille avant de violer Briséis à son tour. Furieux de s'être fait enlever sa captive, Achille se retire du combat, sourd à toute tentative de conciliation. Un soir, Patrocle vient le trouver pour le convaincre de reprendre les armes. Achille refuse mais ne repousse pas Patrocle. Les deux compagnons font l'amour et passent la nuit ensemble. Au matin, l'armée achéenne est en difficulté face aux Troyens : Patrocle secoue Achille pour qu'il reprenne le combat mais Achille refuse toujours. Patrocle part alors au combat vêtu de la cuirasse d'Achille. Mais il finit par être submergé par les Troyens et sauvagement massacré ; son corps empalé sur une lance est porté par l'armée troyenne victorieuse. Achille est profondément meurtri par la mort de son amant. Fou de rage, il repart au combat et, armé de sa lance, tue Hector, le héros troyen qui avait tué Patrocle et s'était approprié sa cuirasse. L'armée troyenne est terrifiée, mais, dissimulé parmi les soldats, Pâris décoche une flèche qui blesse Achille au talon et le tue. Un Achéen prend soin du cadavre d'Achille. Ni Achille ni Patrocle ne verront la fin de la guerre et la victoire finale des Achéens. Les deux compagnons reçoivent des funérailles communes : des masques funèbres sont déposés sur leurs visages, puis l'armée achéenne allume leur bûcher funèbre.

## Fiche technique
- Titre original : Achilles
- Réalisation : Barry Purves
- Scénario : Barry Purves
- Animation : Barry Purves
- Musique originale : Nigel Hess
- Production : Glenn Holberton
- Studios de production : Channel 4, Bare Boards Productions
- Pays : Royaume-Uni
- Langue : anglais
- Format : couleur
- Durée : 11 minutes

## Distribution
- Derek Jacobi : narrateur

## Récompenses
En 1996, le film remporte le Prix spécial lors du Festival international d'animation d'Hiroshima. La même année, il arrive à la 2e place pour le prix du Meilleur film d'animation au Festival du film de Dresde.
En outre, le court métrage fait partie des films nommés pour le prix de la Meilleure animation aux BAFTA Awards en 1996.

## Édition en vidéo
En France, le film a été édité en DVD, regroupe avec cinq autres courts métrages du même réalisateur, dans Barry Purves. His intimate lives, édité par Potemkine en 2008 (les autres courts métrages du DVD sont : Next, Screenplay, Rigoletto, Gilbert and Sullivan : The Very Models et Hamilton Mattress).